# Vincenz Pilz

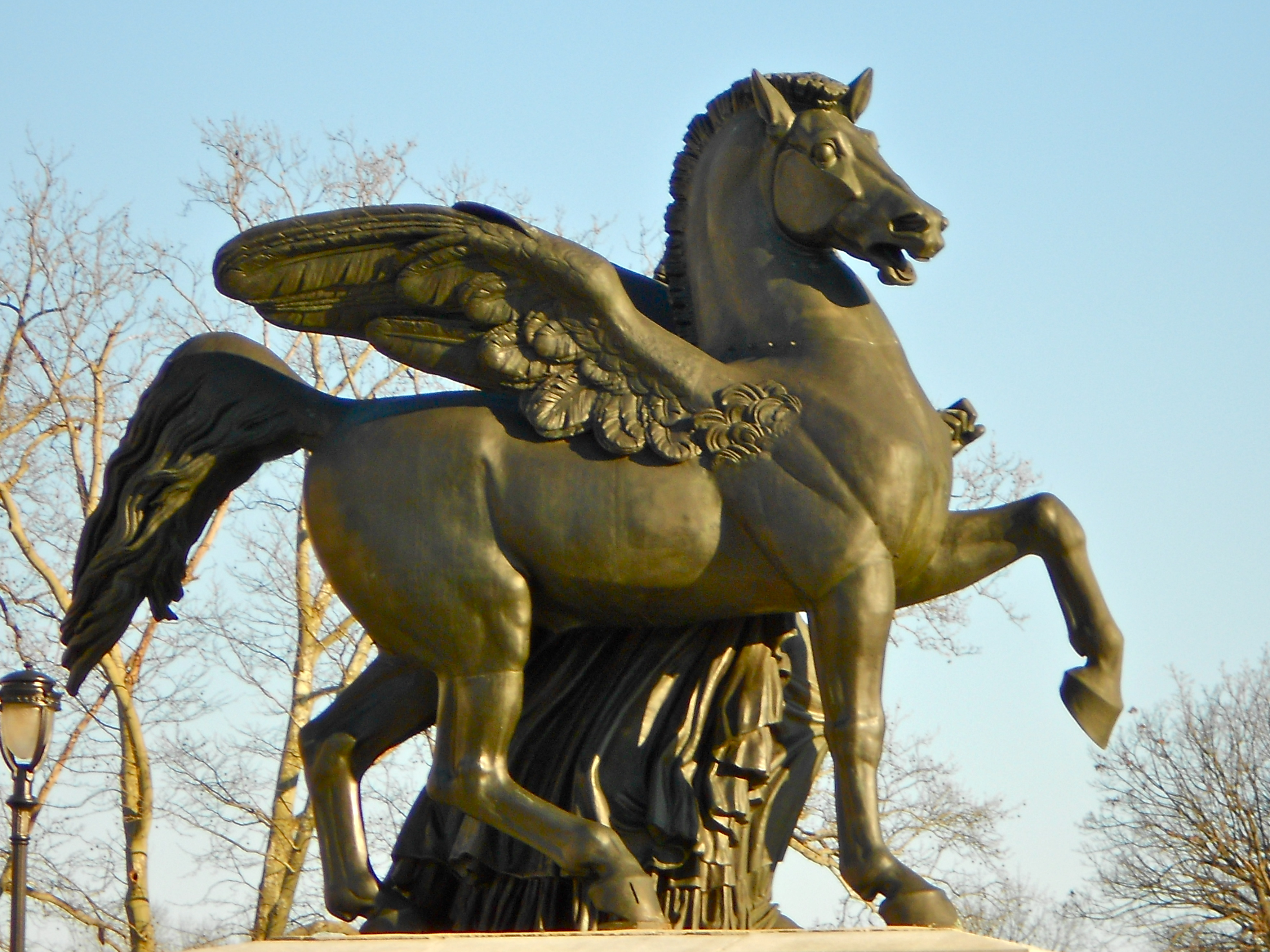
Pegasus (1863) i Philadelphia i USA.

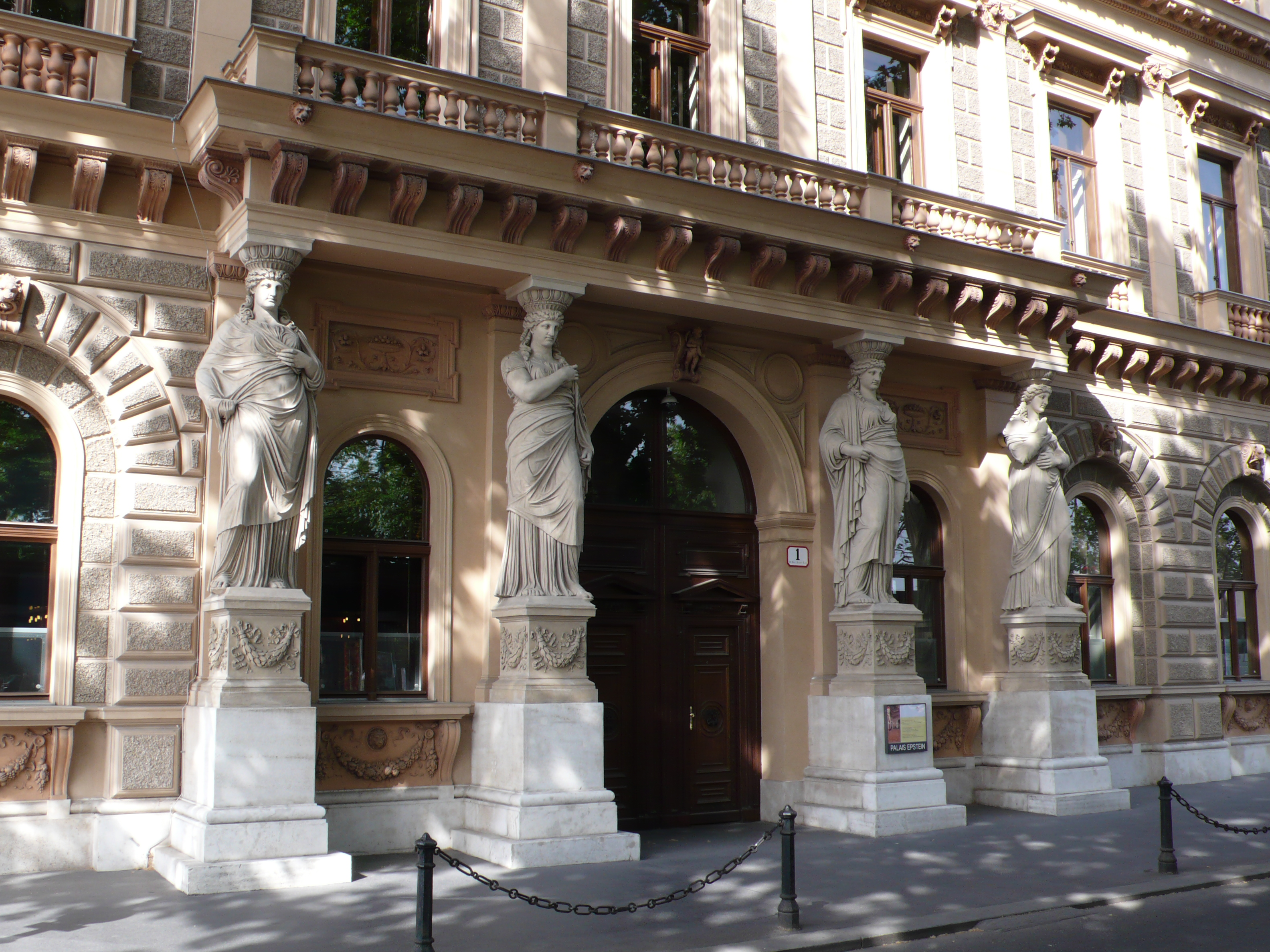
Palais Epstein (1871) i Wien.

Vincenz Pilz, född den 14 november 1816 i Böhmen, död den 26 april 1896 i Wien, var en österrikisk skulptör.
Vincenz Pilz utbildade sig vid konstakademien i Wien för Josef Käßmann och Franz Bauer och i Rom 1850-54 för Pietro Tenerani. Där utförde han reliefen De helige tre konungarna, som han ofta upprepade. Han återvände till Wien 1855 och började där en omfattande verksamhet, med framställningar av idealt allegoriskt och mytologiskt innehåll jämte porträttfigurer. Bland hans erkänt bästa arbeten är Kollonitz staty på Elisabetsbron. Andra monument av hans hand är läkaren Türcks staty på Allmänna sjukhusets gård och den ofantliga Mühlfeldbysten på Zentralfriedhof. Pilz utförde Quadrigan och Karyatiderna till Hansens parlamentshus, tolv föga lyckade kompositörstatyer för Musikföreningens byggnad och två pegaser för operan, som åter togs ner från sina platser och hamnade i en park i Philadelphia.